# Ts Madison
Ts Madison Hinton, née le 22 octobre 1977 et également connue sous le nom de Maddie, est une personnalité de la téléréalité américaine, une actrice et une militante LGBT. Avec l'émission de téléréalité The Ts Madison Experience, elle est devenue la première femme transgenre noire à jouer et à produire sa propre série de téléréalité. Elle apparait dans des films tels que Zola et Bros et est régulièrement membre du jury de RuPaul's Drag Race depuis la quinzième saison de l'émission, après plusieurs apparitions en tant que juge invitée dans les saisons précédentes.

## Biographie
Ts Madison se fait connaitre en 2013  après la sortie d'un clip Vine intitulé "New Weave 22 Inches". La vidéo la montre exposant son corps nu. Durant cette période, Ts Madison joue dans des films pour adultes et dirige une société de production prospère. Sur le podcast LGBTQ&amp;A, Ts Madison déclare qu'elle a commencé à se prostituer après avoir été licenciée de plusieurs emplois en raison de sa transidentité.
Avec World of Wonder, elle joue dans deux webséries, Wait a Minute et Lemme Pick You Up,,,.
En 2015, elle publie ses mémoires, A Light Through the Shade: An Autobiography of a Queen.
Ts Madison joue dans le film Zola, ainsi que dans la comédie romantique, The Perfect Find, laquelle devrait sortir sur Netflix. Janicza Bravo, la réalisatrice de Zola, déclare au New York Times qu'elle a découvert Ts Madison grâce à sa vidéo virale Vine, la regardant « et ajoute être « devenue un peu obsédée par elle ». Ts Madison apparait également dans Bros, « la première comédie romantique gay d'un grand studio ». Selon The Hollywood Reporter, le film est « le premier de l'histoire dont tous les acteurs principaux sont LGBTQ ».
Ts Madison fait plusieurs apparitions en tant que juge invitée dans RuPaul's Drag Race. En 2019, Silky Nutmeg Ganache l'interprète dans l'épisode Snatch Game de la saison 11 de l'émission, ce qui lui vaut de remporter cet épisode. En février 2023, RuPaul annonce que Ts Madison sera juge régulière sur la saison 15.
En 2021, The Ts Madison Experience est lancée sur WEtv, faisant de Ts Madison la première femme trans noire à jouer dans sa propre émission de téléréalité. Ts Madison est également productrice exécutive de la série. En février 2021, Madison partage dans un post Facebook ses expériences et ses connaissances sur l'effacement de l'amour trans noir. En 2022, WEtv annonce que The Ts Madison Experience est renouvelée pour une deuxième saison.
On peut entendre un sample de la voix de Ts Madison sur la chanson "Cozy", sur l'album Renaissance, de Beyoncé, sorti en 2022.

## Travaux

### Cinéma
- Trans-Me (2017), écrit par B. Octavious Sims et produit par SimGriggs Productions, réalisé par Sims et Gregory Griggs
- Zola (2020) - Hollywood [17]
- Frères (2022) - Angela [18]
- The Perfect Find - TBA, projet dirigé par Gabrielle Union [19]

### Télévision
- RuPaul's Drag Race, juge invitée (saisons treize et quatorze), juge régulière (saison quinze) [2]
- Fish Tank d'Amazon Prime Video (2018), co-vedette avec Isis King et Arisce Wanzer [20]
- The Ts Madison Experience (2021)
- Turnt Out with TS Madison on Fox Soul (2022)
- Hush (2022) - Mona Dee [21],[22].

### Musique
- The New Supreme (2014), sorti sur Pink Money Records
- Butch Queen de RuPaul, Drop feat. Ts Madison (2016) [23]
- The Queen Supreme Court theme song (2018)
- Pop That Ass (2020)
- Khia's Next Caller, feat. Ts Madison (2017) [24]
- Rigel Gemini 's Coffee In My Cup - Clip vidéo (2021) [25]

### Littérature
- A Light Through the Shade: An Autobiography of a Queen (2015), publié par CreateSpace [26]

### Podcast
- Queens Supreme Court (2018), avant appelé Queens Court
- Laugh & Learn  (2021), invitée spécial ; accueillie par  Flame Monroe, une comédienne trans [27]
- Pierre's Panic Room (2020-présent), Invité; animé par Pierre Edwards [28]

### Radio
TS Madison apparait plusieurs fois dans l'émission Queen Radio Show de Nicki Minaj

## Prix
Ts Madison reçoit un prix pour tout ce qu'elle a accompli lors des Transgender Erotica Awards 2016 organisés par Grooby et reçoit une standing ovation,. En 2019, elle est dans le Top 100 des personnes LGBT influentes selon Out Magazine. En 2022, elle remporte le prix WOWIE du meilleur moment viral. En 2022, Ts Madison et Dominique Morgan sont choisies comme grandes maréchales de la NYC Pride Parade.